# Płomienie (czasopismo)
Płomienie – polskie konspiracyjne czasopismo ukazujące się w latach 1942–1944.
Ogółem ukazało się 7 numerów pisma. Czasopismo miało profil socjalistyczny i było związane z grupą „Płomienie”. Nawiązywało do przedwojennego organu prasowego Związku Niezależnej Młodzieży Socjalistycznej, a także powieści Stanisława Brzozowskiego pt. Płomienie, z którego zaczerpnięty był cytat umieszczany w kolejnych numerach. Pismo ideowo było bliskie miesięcznikowi „Droga”, a część autorów publikowała w obydwu czasopismach.